# Montreuil-en-Caux

Montreuil-en-Caux este o comună în departamentul Seine-Maritime, Franța. În 1 ianuarie 2022 avea o populație de 490 de locuitori.